# Un village anatolien
Un village anatolien est un ouvrage préparé à partir des livres de Mahmut Makal parus en langue turque sous les titres :
- Bizim Köy (1950), œuvre qui a un retentissement considérable, d'abord en Turquie, et vaut à son auteur d'être emprisonné un temps. Il est traduit dans de nombreuses langues.
- Memleketin Sahipleri (1954)
- Kuru Sevda (1957)
- Hayal ve Gerçek (1987)

En français, Un village anatolien est publié en 1963 aux Éditions Plon, coll. « Terre humaine ». 
Le livre est le fruit des observations personnelles de l'auteur, jeune instituteur fraichement diplômé. Il décrit sans ambages les conditions de vie des habitants de petits villages en Anatolie centrale, notamment les difficiles conditions économiques et la pauvreté largement répandue, mais aussi les coutumes et croyances locales, ainsi que la place prépondérante de la religion. Il évoque également le manque de moyens alloués à l'enseignement laïc. La fin du livre décrit l'amélioration des conditions de vie au début des années 1960, notamment grâce aux fonds envoyés par les immigrants turcs en Allemagne.